# Ōtaki (Chiba)
Ōtaki (大多喜町 Ōtaki-machi?) es una ciudad que se encuentra en Distrito de Isumi, Chiba, ocupando el centro de la Península de Bōsō, en la zona noreste de la isla de Honshu, Japón. 
Desde el 1 de abril de 2012, la ciudad tiene un estimado de población de 10,412 habitantes y una densidad de población de 80.2 personas por km². La superficie total es de 129.84 km². Por lo que es una de las localidades más grandes de la Prefectura de Chiba.
La ciudad es conocida por su asociación con el general Honda Tadakatsu del periodo Edo y su prominente Castillo.

## Etimología
El nombre de la ciudad de Ōtaki en el idioma japonés se compone de tres kanji caracteres: el primera, Ō (大), que significa "grande", el segundo, ta (多), que significa "muchos", y el tercero, ki (喜), que significa "felicidad".

## Geografía
Ōtaki es una ciudad sin salida al mar en el centro de la península de Bōsō. La zona suroeste de Ōtaki es montañoso, con altitudes bajando gradualmente hacia el noreste de la ciudad. 70% de Ōtaki está cubierto por bosques. El río Isumi fluye a través de la ciudad hacia el noreste, y en la parte occidental de la ciudad el río Yōrō fluye hacia el norte.

## Historia

### Inicios históricos
Ōtaki se consolidó en tiempos perhistóricos, como lo demuestra los vestigios del periodo Jōmon en Oikawa. En el periodo Asuka la región de Ōtaki se convirtió en parte de la provincia de Kazusa en el extremo occidental de la Región de Tōkaidō, que se formó como resultado de la Reforma Taika del 654. En el periodo Sengoku Ōtaki se estableció como una ciudad fortificada, que fue controlada sucesivamente por diferentes clanes regionales, en particular el clan Takeda y el Clan Toki. La región de Ōtaki llegó a estar en última instancia en 1544 bajo el control del poderoso clan Satomi con sede en la Provincia de Awa.

### Periodo Edo
En 1590 Tokugawa Ieyasu tomó el control de toda la provincia de Kazusa. Ieyasu concedió a Ōtaki a su famoso general Honda Tadakatsu, y estableció el dominio de  Ōtaki como 100,000 dominios feudales koku. Tadakatsu construyó el  Castillo Ōtaki en el sitio del castillo anterior y se presentarán una ciudad del castillo a gran escala. Colocación de Honda Tadakatsu en Ōtaki una fuerte barrera contra el poder militar del clan Satomi al sur. La propiedad del castillo cambió de manos muchas veces después del control de Honda Tadakatsu , pero a partir de 1703 el clan Matsudaira habitó el castillo durante nueve generaciones. A pesar del control del clan Matsudaira del castillo, la mayoría de la región de Ōtaki fue controlada como territorio tenryō por hatamoto en el servicio directo al Shogunato Tokugawa. En 1609 un galeón español, el San Francisco, encalló cerca de Ōtaki. Los sobrevivientes fueron alojados en el Castillo de Ōtaki, y después, los marineros se les dio un barco por el Shogunato Tokugawa para volver a México. Uno de los sobrevivientes fue Gobernador General de Filipinas Rodrigo de Vivero, al que le fue concedido posteriormente una audiencia con Shogun Tokugawa Ieyasu.

### Periodo Moderno
Después de la Restauración Meiji la estructura administrativa de la región ha cambiado con frecuencia. Ōtaki fue sucesivamente parte de la Prefectura de Ōtaki, entonces Prefectura de Kisarazu, antes de convertirse en parte de la actual prefectura de Chiba. En 1889, en las mismas reformas administrativas, se formaron los cuatro pueblos de Oikawa, Nishihata, Fusamoto, Kamitaki y la ciudad de Ōtaki. Los cinco fueron agregados juntos para convertirse en la ciudad actual de Ōtaki el 5 de octubre de 1954.

## Economía
La economía de Ōtaki se basó en gran parte en la producción de arroz, forestal y en la producción tradicional de carbón, pero después de la Segunda Guerra Mundial las tres industrias han disminuido. La ciudad produce hongos shiitake y raíces de bambú como los productos agrícolas especiales. El turismo se ha incrementado como resultado de las visitas al Castillo de Ōtaki, el bosque Prefectural de Ōtaki, y varios lugares de interés turístico. Los campos de Golf se desarrollaron en Ōtaki, pero han causado problemas con las inundaciones a causa de la deforestación.

## Transporte

### Carreteras y autopistas
- Japan National Route 297, to Ichihara or Tateyama
- Japan National Route 465, to Mobara or Futtsu
- Prefectural Route 27, Mobara-Ōtaki
- Prefectural Route 32, Ōtaki-Kimitsu
- Prefectural Route 81, Ichihara-Amatsukominato
- Prefectural Route 150, Ōtaki-Ichinomiya
- Prefectural Route 172, Ōtaki-Ichihara Satomi
- Prefectural Route 177, Katsuura-Ōtaki
- Prefectural Route 178, Ōtaki Odashiro-Katsuura
- Prefectural Route 231, Isumi Railroad Ōtaki Station-Ōtaki Koyamatsu

## Atracciones locales

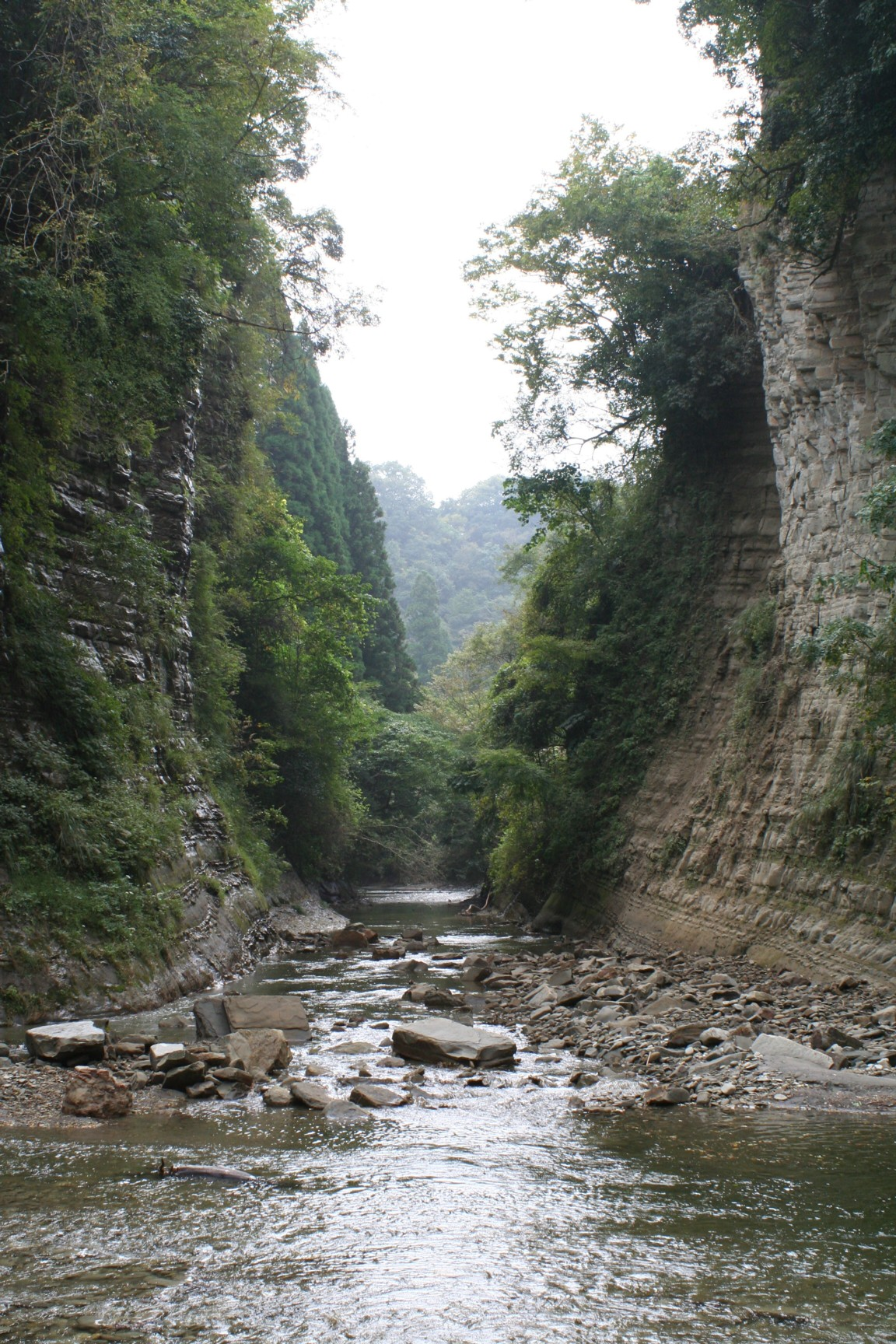
El "Barranco de Yōrō".

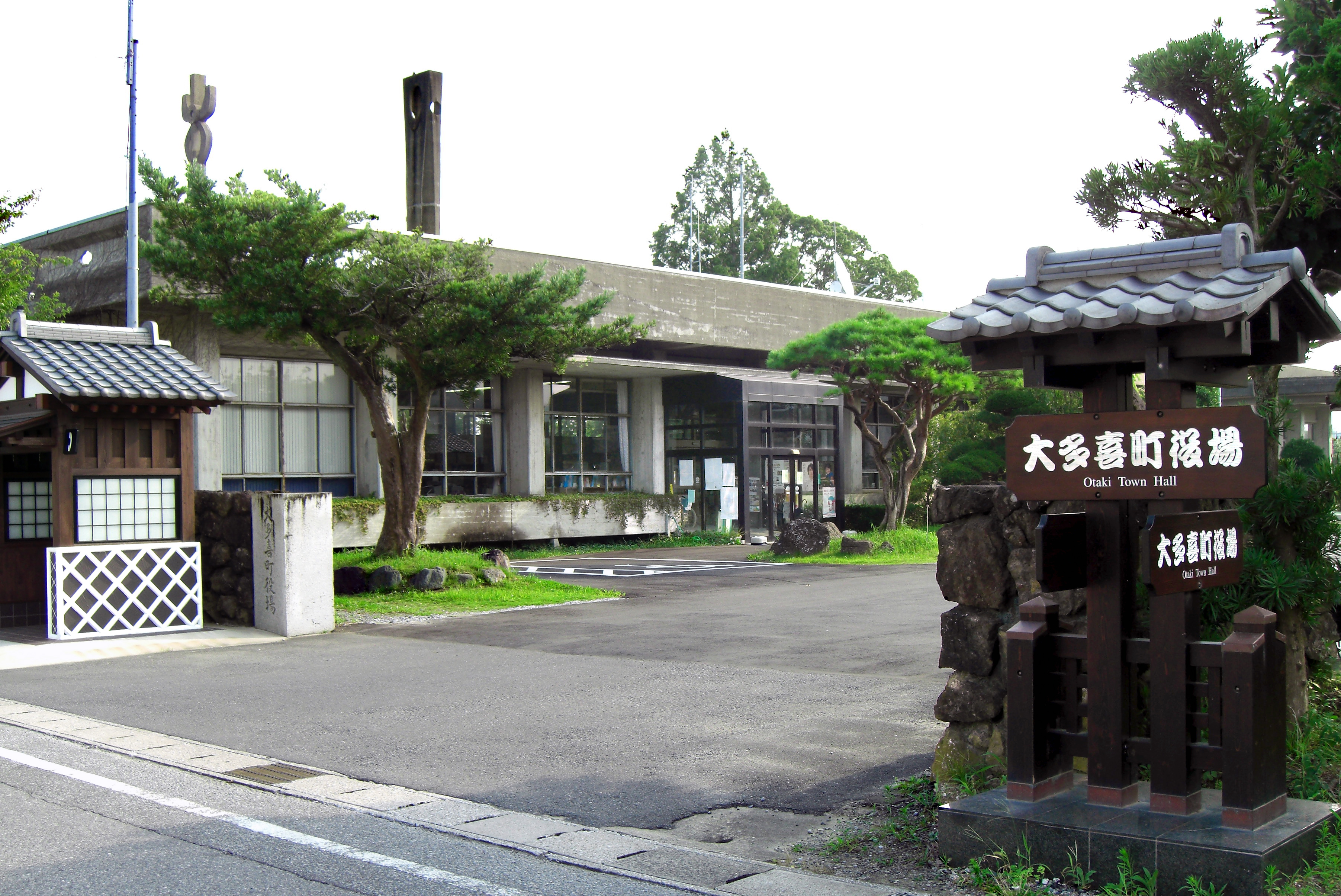
El ayuntamiento de Otaki.

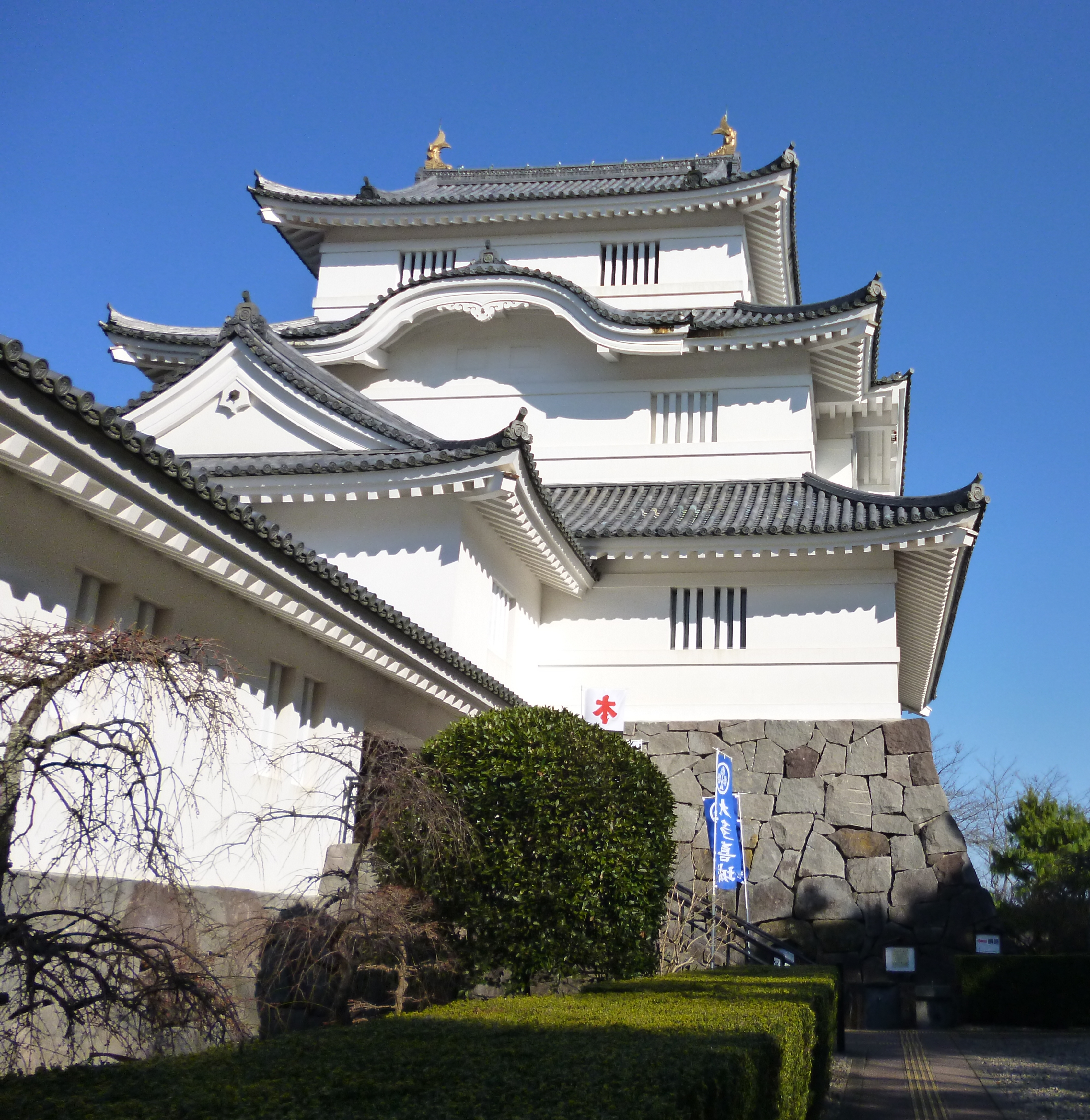
El castillo de Otaki.

### Festival del Castillo
Ōtaki acoge el Oshiro-matsuri, o el festival del castillo, en septiembre, lo que implica un desfile y varias obras de teatro y demostraciones sobre la base de una de las escuelas primarias de la ciudad. Los representantes de la ciudad hermana de Otaki, Cuernavaca, México, los visitan a menudo para asistir al festival.

### Lista de atracciones
- Castillo Ōtaki, construido en 1521 y demolido en 1871. Si bien la base de piedra de la estructura actual es la base del torreón del castillo original, el edificio actual es una reproducción de la torre de castillo original. Alberga la delegación en Otaki del Museo de la Prefectura de Chiba.
- La isla de Hierba
- Bosque de la Prefectura de Ōtaki
- El barranco de Yōrō.
- Cascada de Awamata
- Ryōgen-ji
- Myōhōshō-ji
- La residencia histórica de Watanabe
- El centro del ferrocarril de Bōsō Central.
- Jardín de Plantas Medicinales de Ootakimachi

## Educación y centros de la comunidad

### Universidades
- Saniku Gakuin College
- Saniku Gakuin Junior College

### Facultades
- Ōtaki Prefectural High School

### Liceos
- Ōtaki Junior High School
- West Ōtaki Junior High School

### Escuelas elementales
- Oikawa Elementary School
- Nishihata Elementary School
- Fusamoto Elementary School
- Ōtaki Elementary School
- Kamitaki Elementary School

### Instituciones de la comunidad
- Ōtaki Central Community Center
- Ōtaki Public Library
- Marine Center
- Ōtaki Sports Park
- Ōtaki Elderly Welfare Center
- Ōtaki Elderly Nursing Home

## Ciudades hermanadas
- - Cuernavaca, México, desde el 3 de agosto de 1978.